# 天主教勒謝尼教區
天主教勒謝尼教區（拉丁語：Dioecesis Rrësheniensis）是羅馬天主教在阿爾巴尼亞的一個教區，屬地拉那-都拉斯總教區。
總教區範圍包括第巴爾州全州和列澤州米爾迪塔區。2010年有教友57,000人（佔轄區人口23.8%）、十七個堂區、七名司鐸。現任教區主教為克里斯多福·帕米埃利。
教區原來是奧羅什自治會院區，1888年12月25日成立。1996年12月7日改為教區。